# Głaz w Strzegocicach
 Głaz polodowcowy w Strzegocicach – głaz narzutowy w miejscowości Strzegocice.